# باب العتم
باب العتم أو باب الملك فيصل هو أحد ابواب المسجد الأقصى بمدينة القدس، ويقع على السور الشمالى للمسجد وهو آخر الأبواب الثلاثة على السور الشمالي من جهة الغرب - ويقع تقريبا في وسط السور الشمالى. جدد في الفترة الأيوبية في عهد الملك المعظم عيسى عام 610 هجري/ 1213 ميلادي . مدخله مستطيل - وارتفاعه نحو 4 متر.

## التسمية
له عدة أسماء، منها:
- باب الملك فيصل: أطلق المجلس المجلس الإسلامي الأعلى نسبه إلى الملك فيصل ملك العراق حيث تبرع لعمارته عند زيارته المسجد الأقصى.
- باب الدوادرية: لقرب الباب من مدرسة الدوادرية الملاصقة للسور الشمالى للمسجد الأقصى من الخارج. - باب شرف الانبياء.
- باب الهاشمي.